# Мольо (культура)
Мольо (Mollo) — доколумбова, стародавня культура індіанців, що існувала між 1200 та 1500 роками на території сучасної Болівії. На розвиток цієї культури вплинула цивілізація Тіуанако. Складалися з низки міст-держав. За часи володарів інків Пачакутека або Тупак Юпанкі міста Мольо були приєднані до Тауантінсую. Розмовляло населення на мові пукіна та поклонялися ягуару.

## Археологія
З початку 1950-х років розпочалося вивчення залишків культури, що належали давньому населенню Альтіплано. Він знайшов своє вираження насамперед у діяльності болівійських археологів К. Понсе Санхінеса, Д. Е. Ібарра Грассо. Великий внесок у цей напрям дослідженні внесли роботи шведського вченого С. Рідена.
Археологічне вивчення районів, що лежать на схід від о.Тітікака, почалося у 1960-х роках. К. Понсе Санхінесом і С. Ріденом тут досліджена ціла група пам'яток, що відносяться до однієї своєрідної культури. У місцевості Мольо (провінція Муньєкас департаменту Ла Пас) були розкопані кілька могильників, розташованих близько один від одного, які ймовірно частково перебували на території поселень, що дали матеріал, аналогічний могильникам.

## Поселення
Ця місцевість за своїми природними умовами сильно відрізняється від Альтіплано. Розташована на висоті 1550 м над рівнем океану і вище, вона розпадається на три зони: спекотну (висота 1550–2200 м); помірну (2200-3700 м), природні умови якої дозволяють обробляти кукурудзу; холодну (3700 м і вище). Річкова система цієї місцевості входить в басейн Амазонки.
Найкраще вивчені поселення Піньіко, Пука-Чутуйох і Муча-Крус, розташовані в спекотній й помірній зонах. Тут виявлено систему землеробських терас і сліди зрошувальних каналів з гладких каменів. На таких же терасах стояли також житла, побудовані з адобів на кам'яному фундаменті із застосуванням глини як розчину. Ці будинки мають прямокутну форму і досить великі за розмірами.

## Кераміка
Техніки створення кераміки запозичені від культури Тіуанако. У кераміці Мольо часто зустрічається своєрідний прийом — з'єднання разом двох однакових посудів. Помітна схожість між керамікою Мольо та посудом епохи Чульп на північному і північно-східному берегах о. Тітікака
З відомих видів кераміки, що відрізнялися від тіуанаканських, є чаші, які мали прямі, а не увігнуті) стінки. Був також поширений різновид чаші, до краю якої прикріплена за допомогою горизонтальної перемички маленька посудина такої ж форми. Цей вид знайдений тільки в культурі Мольо і ніколи не зустрічається в межах основної зони поширення культури Тіауанако. Інша похідна від кераміки Тіауанако форма судин — кубки «керо» — зустрічається в похованнях Мольо дуже рідко, але теж найчастіше не є привізною.
Також особливістю кераміки Мольо є кубки, які не зустрічаються в сусідніх культурах. Кубки мають дуже своєрідну форму: трохи нижче середини є звуження, а вище стінки знову розширюються і набувають легку опуклість. Знизу майже від самого дна кубка відходить трубка, яка з'єднується перемичкою з віночком. Вона була призначена для пиття. Дуже часто на стороні, протилежній трубці, містилося скульптурне виконання обличчя людини або божества.
Найпоширеніші в Мольо форми посуду — миски, ольі (дворучні посудини), глечики. Населення користувалася мисками різних видів: плоскими, глибші з майже перпендикулярним до дна віночком, миски з прямими стінками, що йдуть розтрубом. Ольї в Мольо бували різних розмірів і пропорцій, але в цілому їхня форма одноманітна. Глечики були: з округлим дном, з вертикальними та горизонтальними широкими ручками.

## Бронзові вироби
Бронза Мольо зазвичай містила близько 10 % олова, 2 % срібла та 1 % свинцю. З нею робилися сільськогосподарські інструменти, ножі, шпильки.

## Могильники

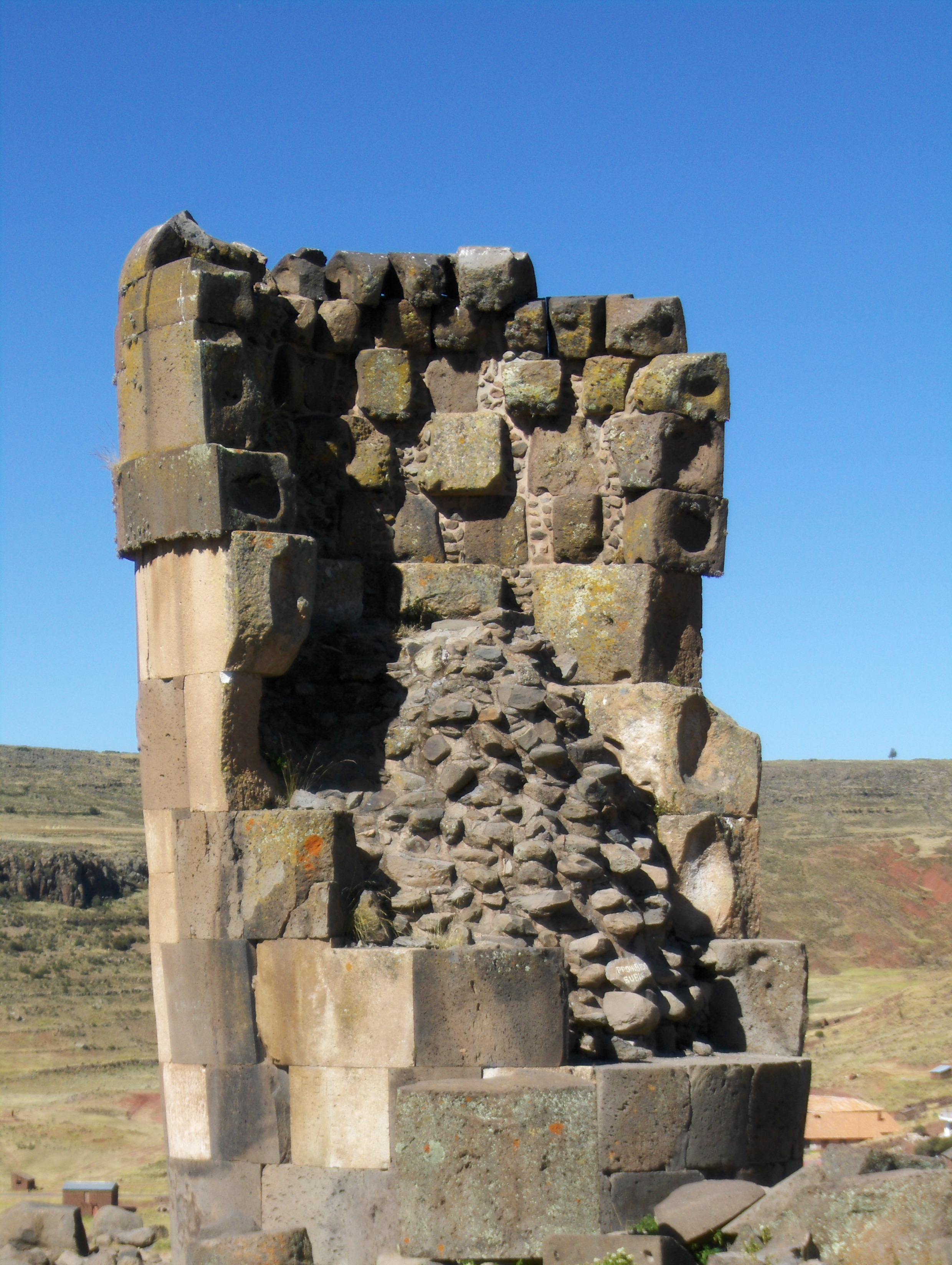
Фрагмент поховальної цісти (chullpa) поблизу озера Тітікака, Перу

Поховання культури Мольо розташовуються на території поселення та поза ними. Характерні поховальні споруди — кам'яні цісти. Обкладання стін різне. Найчастіше вона складається з плит, поставлених на ребро. Кількість плит від 4 й більше. Могили в плані мають форми: від чотирикутника до кола (близько 1 м в діаметрі). Квадратні цісти зустрічаються дуже рідко. Іноді стіни складені з пласких каменів, покладених горизонтально один на одного. Могили перекриті плитами, рядками, що находять одна на іншу. Проміжки між плитами стін і даху закладені дрібними каменями.
Небіжчики хоронились сидячи, колінами до підборіддя. Померлих супроводжувала похоронне начиння, зокрема посуд, іноді бронзові шпильки. Зрідка зустрічаються кам'яні знаряддя.